# (9030) 1989 UX5
(9030) 1989 UX5 là một trpjan của Sao Mộc. Nó được phát hiện bởi Schelte J. Bus ở Cerro Tololo Inter-American Observatory, Chile ngày 30 tháng 10 năm 1989.